# Hälsingborg, Vindelns kommun
Hälsingborg är en by i Vindelns kommun, Västerbottens län, belägen på nordöstra sidan om Umeälven, ett par kilometer nedanför Bjurfors övre kraftstation. I byn, som består av ett fåtal gårdar finns en bro över älven. Blå vägen eller E12 går genom byn som ligger cirka 10 kilometer sydväst om Vindeln.
Hälsingborg hade tidigare en Konsumbutik. I maj 1990 lade Konsum Västerbotten ner butiken. Den hade då haft underskott sedan 1983.